# Holmsån
Holmsån ligger norr om Mellerud i Dalsland har troligtvis fått sitt namn efter Holms socken. Holmsån startar i sjön Gösjön, som är en utpräglad fågelsjö och har tillflödet via Kintumeälven som kommer från sjön Nären. Efter Gösjön så rinner den vidare söderut genom jordbruksmark som kan översvämmas av ån och dessutom är mycket välbesökt av såväl stannfåglar som flyttfåglar. Holmsån rinner ut i Vänern strax norr om Sunnanå hamn vid Sunnanå naturreservat, även vid utloppet är det fågelrikt och här finns ett naturreservat. Holmsån är ca 5 km och kan paddlas med kanot till Vänern. Vill man så så går det att paddla från Nären vilket blir ca 7 km till Vänern.